# Gimnazija Bjelovar
Gimnazija Bjelovar je gimnazija smještena u Bjelovaru, u Ulici Matice hrvatske 17. Osnovana je 1858. godine. Dijeli se na tri četverogodišnja programa; opći, prirodoslovno-matematički i jezični. Nastava se odvija u dvije smjene: poslijepodnevnoj (1. i 3. razredi) i jutarnjoj (2. i 4. razredi).

## Povijest
Kako se Bjelovar sredinom 19. st. nalazio u sklopu Vojne krajine, krajinska je uprava 
predložila osnivanje gimnazije, što je 1858. godine kralj i odobrio. 
Osnovana je kao Mala realna nesamostalna škola, s Ferdinandom Stumpe kao upraviteljem. 
Dio četvrtog razreda postojeće Glavne škole pretvoren je u prvi razred. Učenici su još uvijek koristili zgradu Glavne škole, pa se u nazivu škole ističe da je nesamostalna.
Kada je započela s radom pohađalo ju je 36 učenika u jednom razredu.
Sljedeće je godine formiran i drugi razred potreban za dvogodišnju školu.
Zbog povećanog broja učenika 1861. škola se seli u zasebnu zgradu i postaje Mala realna škola.
1863. u Maloj realnoj školi je formiran treći, a 1875. i četvrti razred.
Time dobiva status srednje škole, te 1876. odlukom Kraljevske zemaljske vlade postaje Kraljevska mala realna gimnazija.
1878. vlada također odobrava izgradnju nove zgrade, građenu od 1900. do 1901. godine, kada se u njoj ujedno i započinje održavati nastava, za vrijeme ravnatelja Gustava Fleischera.  U toj zgradi Gimnazija Bjelovar se nalazi i danas.
1901. odobreno je proširenje škole na četiri viša i četiri niža razreda te škola postaje Kraljevska velika realna gimnazija za vrijeme velikog župana Milutina Kukuljevića Sakcinskog.
Do 1904. završeno je stvaranje svih osam razreda; tada je školu pohađalo 310 učenika i 56 učenica.
Za vrijeme početka prvog svjetskog rata u zgradi Gimnazije nalazila se vojska, pa je nastava premještena u zgradu dječačke i djevojačke škole.
Nova školska godina, koja je trebala započeti 8. listopada 1914. godine, odgođena je na neodređeno vrijeme. 
Učenici podvrgnuti mobilizaciji imali su pravo na izvanredno polaganje ispita.
Za vrijeme drugog svjetskog rata škola je nastavila s radom, unatoč tome što je zgrada bila privremeno oduzeta od strane vojske.
Kada Hrvatska 1945. ulazi u sastav SFRJ Prosvjetni odjel Gimnaziji dodjeljuje naziv Državna realna gimnazija u Bjelovaru.
Također je uveden i ruski jezik te tečajevi za oficire Jugoslavenske armije.
1955. ukidaju se prva četiri niža razreda Gimnazije te su oni svrstani pod osnovnu školu.
Pri osnutku podučavani su predmeti: nauk vjere (rimokatolički i grkokatolički), hrvatski jezik, njemački jezik, zemljopis i povijest, račun, geometrija, prirodoslovlje, ratarstvo, risanje i krasopis.
1863. dodani su mehanika i graditeljstvo, te se škola otvorila i učenicama. 
Sve dok 1868. u Vojnoj krajini hrvatski jezik nije proglašen ravnopravnim, nastava se održavala isključivo na njemačkome jeziku. 
Na njemačkom su nastavili voditi dnevnike i izdavati svjedodžbe sve do 1872. godine.
1920-ih i 1930-ih godina učestalo se osnivanju učenička udruženja, dok god nisu u suprotnosti s interesima vlasti.
Novom je Odredbom bilo zabranjeno tuči učenike, nastavnici se nisu smjeli udaljavati iz mjesta bez znanja direktora, učenice se nisu smjele kititi nakitom, obvezna je molitva na početku i kraju nastave, određuju se novi praznici i neradni dani, roditeljski sastanci se češće održavaju.
1966. Gimnazija je preimenovana u Gimnaziju Bjelovar. Tada postoje dva nastavna smjera: društveno-jezični te matematičko-prirodoslovni, a
početkom sedamdesetih uvodi se i opći smjer. Školske godine 1969/1970 uvodi se učenje drugog stranog jezika.

## Uvjeti rada
52 djelatnika škole sačinjavaju:
- 41 nastavnik
- 3 stručne suradnice
- 3 djelatnice administrativne službe
- ravnatelj
- pomoćno-tehnička služba

Svaka učionica opremljena je LCD projektorom, a zgrada Gimnazije sadrži i specijalizirane kabinete za Informatiku, Fiziku, Kemiju, Biologiju i Njemački jezik, te školsku knjižnicu. 
Fond knjiga knjižnice obuhvaća 5600 knjiga, a sadrži i računala s pristupom internetu.
Gimnazija je opremljena i dizalom koje vodi do drugog kata, te rampom za invalidne osobe. 
Škola posjeduje vlastite sportske terene, no ne i dvoranu. 
Od 15. listopada do 15. svibnja nastava TZK provodi se u iznajmljenom prostoru dvorane Sokolana II.

## Nastava
Nastava je podijeljena na jutarnju smjenu (8.00 - 14.00 sati) i poslijepodnevnu smjenu (13.05 - 19.00 sati). 
Jutarnja smjena odnosi se na učenike 2. i 4. razreda. 
Poslijepodnevna smjena odnosi se na učenike 1. i 3. razreda.
Razredni odjeli podijeljeni su u tri nastavna plana s različitom zastupljenosti gradiva:
- opći nastavni program3 razredna odjela, naglasak na društvenim znanostima
- jezični nastavni program1 razredni odjel, uz veću zastupljenost engleskog i njemačkog jezika, a manju zastupljenost matematike, povijesti i geografije. ↓1
- prirodoslovno-matematički program1 razredni odjel, uz veću zastupljenost matematike, fizike i informatike, a manju zastupljenost likovne i glazbene umjetnosti, sociologije, psihologije. ↓1

Neovisno o navedenim nastavnim planovima provodi se nekoliko fakultativnih predmeta, koji su izborni ali utječu na završni prosjek ako su odabrani:
- Nastava za Njemačku jezičnu diplomu (DSD)Otvorena učenicima od 1. do 4. razreda, 2 sata tjedno. Tijekom nastave učenike se priprema za polaganje Njemačke jezične diplome DSD I na razini A2/B1 ↓2 Zajedničkog europskog referentnog okvira za jezike (u 2. razredu) i DSD II na razini B2/C1 (u 4. razredu). Diplome su besplatne, a nastava se odvija kroz individualne prezentacije, istraživanja i grupne radove.[6][4]
- Fakultativna nastava iz predmeta Razvoj aplikacijaOtvorena učenicima 1. razreda, 2 sata tjedno. Izrađivanje jednostavnih aplikacija uz vizualni blokovski programski jezik App Inventor.
- Fakultativna nastava iz predmeta Linearno programiranjeOtvorena učenicima 2. razreda, 1 sat tjedno. Učenje i rješavanja zadataka iz linearnog programiranja.
- Fakultativna nastava iz predmeta Nacrtna geometrijaOtvorena učenicima 2. i 3. razreda, 1 sat tjedno. Predočavanje trodimenzionalnih tijela u dvije dimenzije.
- Fakultativna nastava iz predmeta Računalna kemijaOtvorena učenicima 3. razreda, 2 sata tjedno. Proučavanje kemije praktičnim metodama poput računalnih programa, pokusa i obrade podataka.

Izvannastavne aktivnosti uključuju dramsku skupinu, pjevački zbor i recitatore, sve su namijenjene učenicima 1. do 4. razreda.
Školsko športsko društvo Mladost priprema učenike i učenice 1. do 4. razreda za natjecanja iz košarke, nogometa, badmintona, odbojke, rukometa, stolnog tenisa, krosa i atletike. 
Nastava se održava, kao i u slučaju nastave TZK, na školskim terenima i dvorani Sokolana II.
1. ↑1  Opširniji pregled satnica određenih programa nalazi se među nastavnim planovima Gimnazije Bjelovar
2. ↑2  Odgovarajuća razina poznavanja jezika zaključuje se ovisno o postotku riješenosti ispita

## Poznati polaznici
- Nasta Rojc - slikarica
- Mato Lovrak - književnik
- Franjo Filipović - pedagog
- Rudolf Bićanić - ekonomist
- Vojin Bakić - kipar
- Zlatko Glik - novinar, diplomat
- Emilija Holik - liječnica
- Zvonimir Ferenčić - glumac
- Franko Winter - generalni direktor Radio-televizije Zagreb
- Milojko Vucelić -  jedan od direktora američkog svemirskog programa Apollo
- Božidar Liščić - strojarski inžinjer, akademik
- Krsto Špoljar - književnik
- Zvonimir Janko - matematičar
- Vojo Šiljak - novinar, radijski i televizijski voditelj
- Antun Tudić - glumac
- Željko Sabol - književnik
- Gordana Marta Matunci - kulturna i prosvjetna djelatnica
- Stanko Belobrajdić - katolički svećenik, franjevac
- Hrvoje Horvat - rukometaš, osvajač zlatne medalje na OI 1972.
- Goran Tribuson - književnik, scenarist
- Bogdan Diklić - glumac
- Mladen Medar - povjesničar umjetnosti, arheolog i ravnatelj Gradskog muzeja Bjelovar do 2015.
- Rada Šešić - filmska redateljica
- Anka Mrak Taritaš - političarka
- Zlatan Vrkljan - slikar
- Đurđa Adlešič - političarka, potpredsjednica Vlade Republike Hrvatske, gradonačelnica
- Gordan Jandroković - političar, predsjednik Hrvatskoga sabora
- Dario Hrebak - političar, gradonačelnik
- Vjekoslav Štrukil - kemičar
- Tomislav Globan - ekonomist
- Martina Radić - operna pjevačica
- Miran Maričić - osvajač brončane medalje na OI 2024. u streljaštvu, najbolji hrvatski sportaš 2024. godine po izboru HOO
- Petra Šabić - slikarica

## Značajni profesori
- Gustav Fleischer - kemičar, konzervator, novinar, ravnatelj i profesor, dao izgraditi sadašnju zgradu. (1856. - 1913.)
- Dane Gruber - povjesničar i geograf, akademik (1856. - 1927.)
- Đuro Szabo - profesor njemačkog jezika, prvi istraživao srednjovjekovne građevine na području županije (1875. - 1943.), kasnije akademik i ravnatelj dva muzeja u Zagrebu
- Stjepan Mohorovičić - hrvatski geofizičar, fizičar i meteorolog (Bakar, 20. kolovoza 1890. – Zagreb, 13. veljače 1980.)
- Dr. pl. Vilim Peičić - zdravstveni savjetnik i kraljevski županijski fizik u Bjelovaru
- Josip Hohnjec - slikar
- Emil Černy - glazbenik
- Ernest Dragutin Kramberger - pripovjedač i publicist, njegov članak jedan je od prvih znanstvenih prikaza bjelovarske povijesti[8]
- Vjekoslav Homotarić - vjeroučitelj, pastoralni djelatnik i pisac (Klanjec, 18. svibnja 1857. — Tuhelj, 26. prosinca 1911.)
- Rudolf Strohal - prof. hrvatskog jezika, jezikoslovac i ravnatelj (1892. - 1895.)

## Galerija
- Gimnazija Bjelovar sprijeda
- Gimnazija Bjelovar gledana sa sjeverozapada
- Sjeverozapadni ulaz u Gimnaziju Bjelovar
- Gimnazija Bjelovar gledana s jugoistoka

## Vanjske poveznice
- Službena stranica škole
- Nastavni planovi škole  Arhivirana inačica izvorne stranice od 20. kolovoza 2015. (Wayback Machine)